# Nora Ephron
Nora Ephron (Nueva York, Estados Unidos, 19 de mayo de 1941-Nueva York, 26 de junio de 2012) fue una guionista, directora de cine, productora, periodista, novelista, ensayista y dramaturga estadounidense. Era una de las más agudas y brillantes periodistas neoyorquinas cuando publicó Heartburn, considerado un relato de su matrimonio con Carl Bernstein, uno de los periodistas del caso Watergate. Este libro fue llevado al cine con el mismo título y con un guion escrito por la misma autora. Falleció el 26 de junio de 2012, víctima de leucemia.

## Carrera
Saltó a la fama internacional cuando escribió el guion de la aclamada comedia Cuando Harry encontró a Sally; también fue reconocida por sus trabajos como guionista y directora en Algo para recordar (1993) y Tienes un e-mail (1998). Además de su trayectoria detrás de cámaras, destacó como ensayista y escritora.

## Filmografía selecta
- (1983) Silkwood (guionista)
- (1986) Se acabó el pastel (guionista; novelista)
- (1989) Cuando Harry encontró a Sally (guionista; productora asociada)
- (1989) Cookie (guionista; productora ejecutiva)
- (1990) Mi querido mafioso (guionista; productora ejecutiva)
- (1992) Esta es mi vida (This is my life) (directora; guionista)
- (1993) Sleepless in Seattle (Algo para recordar) (directora; guionista)
- (1994) Un día de locos (directora; guionista)
- (1996) Michael (directora; guionista; productora)
- (1998) The Hairy Bird/Strike!/All I Wanna Do (productora ejecutiva)
- (1998) Tienes un e-mail (directora; guionista; productora)
- (2000) Colgadas (guionista; productora)
- (2000) Combinación ganadora (directora; productora)
- (2005) Embrujada (directora; guionista; productora)
- (2009) Julie & Julia (directora; guionista; productora)

## Libros en español
- Ensalada loca: algunas cosas sobre las mujeres, 1978. Traducción de J.M. Álvarez Flórez y Ángela Pérez, Editorial Anagrama.
- Se acabó el pastel, 1984. Traducción de Benito Gómez Ibáñez, Editorial Anagrama.
- No me acuerdo de nada, 2022. Traducción de Catalina Martínez Muñoz, Editorial Libros del Asteroide.
- No me gusta mi cuello, 2023. Traducción de Catalina Martínez Muñoz, Editorial Libros del Asteroide.

## Premios y distinciones
Premios Óscar
| Año  | Categoría                     | Película                      | Resultado |
| ---- | ----------------------------- | ----------------------------- | --------- |
| 1984 | Oscar al mejor guion original | Silkwood                      | Nominada  |
| 1990 | Oscar al mejor guion original | Cuando Harry encontró a Sally | Nominada  |
| 1994 | Oscar al mejor guion original | Sleepless in Seattle          | Nominada  |

El cineasta Steven Spielberg dedicó su película The Post: Los oscuros secretos del Pentágono, del 2017, a Nora Ephron.

## Ephron y "Garganta Profunda"
Durante muchos años, Ephron fue una de las muy pocas personas del mundo que conocían la verdadera identidad de Garganta Profunda, la fuente de los artículos periodísticos que publicaron su exesposo, Carl Bernstein y Bob Woodward durante el escándalo Watergate. Ephron dijo que descubrió la identidad de Garganta Profunda después de leer las notas de Bernstein, que mencionaban a un tal "MF". Bernstein aseguraba que "MF" quería decir "My Friend (Mi amigo)", pero Ephron adivinó correctamente que eran las iniciales de Mark Felt, quien había sido director asociado de la FBI. Antes de que Felt revelase, en el 2005, que él era Garganta Profunda, hubo muchas especulaciones acerca de la fuente real de Bernstein y Woodward.
El matrimonio de Ephron con Bernstein terminó con resentimientos, y después de la ruptura Ephron reveló la identidad de Garganta Profunda. Ephron reveló el dato a su hijo Jacob y a cualquier otra persona que quisiera saber. Alguna vez mencionó: "Una vez di una charla ante un grupo de 500 personas, y una de ellas dijo: '¿Sabe quién es Garganta Profunda?' Y le dije: 'Es Mark Felt.'" Los compañeros de clase de Jacob Bernstein en la Dalton School y en el Vassar College recuerdan que Jacob reveló a muchas personas que Felt era Garganta Profunda. Curiosamente, esta revelación no atrajo la atención de los medios durante todos los años en los que la identidad de Garganta Profunda fue un misterio. Ephron reconoció, más tarde, que "Fuera de mis hijos, nadie me creía." Ephron fue invitada por Arianna Huffington para que escribiera acerca de su experiencia en el Huffington Post, para el cual contribuía como bloguera con regularidad y también como editora de medio tiempo.